# Benny Ooft
Benny Charles Ooft (Paramaribo, 3 de febrero de 1941 - Almere, 24 de noviembre de 1989) fue un periodista, cineasta y escritor de Surinam.
En 1967 publicó una recopilación de cuentos denominada Silhouetten (1967) y la novela Avonden aan de rivier (1969), ambientada en una plantación a orillas del río Surinam. Durante un breve período Ooft fue editor de la revista literaria Moetete (1968) y de la colección de ensayos sobre migración titulada De Vlucht (1968). También escribió un ensayo político sobre la independencia de Surinam: Het laatste hoofdstuk (1976) y el análisis histórico Suriname 10 jaar republiek (1985). Su última producción como director fue el documental en tres partes Winti para la NOS, emitido en enero de 1990. El mismo Tussen palmen en dijken cuenta la historia de un amor fallido en una evocación de las décadas de 1950 y 1960 en Surinam y es su obra magna. Publicó fragmentos del mismo en las antologías Geluiden/Opo sten (1984), Hoor die tori! (1990) y Mama Sranan; 200 jaar Surinaamse verhaalkunst (1999).